# 이지인 (방송인)
이지인은 대한민국의 전직 KBS창원방송총국 아나운서이었으며, 멀티디멘셔널(주) 대표

## 학력
- 동의대학교 (체육학 / 학사)
- 부경대학교 (일어일문학 / 학사)
- 서강대학교 언론대학원 (언론학 / 석사)

## 경력
- 대한장애인스키협회 이사
- 2019 FIS 스노보드 월드컵 평창 홍보대사
- 경남사회복지협의회 홍보대사
- KBS창원방송총국 아나운서 (2016년~2018년)
- 티브로드 대구방송 아나운서
- 수원여자대학교 융합콘텐츠과 겸임교수
- 신라대학교 광고홍보학과 외래교수

## 진행

### 당시 KBS 창원총국 소속
- KBS 뉴스광장 경남

## 라디오
- KBS 제1라디오 아침종합뉴스 경남
- KBS 제1라디오 오전 9시 뉴스